# Bothrogonia gelida
Bothrogonia gelida är en insektsart som beskrevs av Walker 1851. Bothrogonia gelida ingår i släktet Bothrogonia och familjen dvärgstritar. Inga underarter finns listade i Catalogue of Life.